# Квінсі Меніг
Квінсі Меніг (нід. Queensy Menig, нар. 19 серпня 1995, Амстердам) — нідерландський футболіст суринамського походження, нападник сербського клубу «Партизан».
Виступав, зокрема, за «Аякс» та «Твенте», а також молодіжну збірну Нідерландів.

## Клубна кар'єра
Народився 19 серпня 1995 року в місті Амстердам. Вихованець юнацьких команд футбольних клубів КТО '70 (Дейвендрехт) та «АВВ Зебюргія», а у віці 12 років приєднався до академії столичного «Аякса». 6 червня 2012 року підписав свій перший трирічний контракт із командою. 11 серпня 2014 року дебютував за резервну команду «Йонг Аякс» в Ерстедивізі у грі з «Телстаром», оформивши дубль у ворота суперника.
24 вересня 2014 року дебютував за головну команду, вийшовши на поле після перерви замість Деві Классена в матчі Кубка Нідерландів проти аматорського клубу «Ватерграфсмер» (9:0) і на 70 хвилині забив гол. У жовтні 2014 року переуклав контракт з командою, підписаний на п'ять років. 6 грудня 2014 року дебютував в Ередивізі матчем з «Віллемом II», вийшовши на поле на 76 хвилині замість Рікардо Кішни при рахунку 5:0. Втім стати основним гравцем Квінсі не зумів, зігравши а рідний клуб лише 3 гри у чемпіонаті, тому протягом 2015—2017 років грав в оренді за «Зволле», де стабільно виходив на поле.
31 серпня 2017 року уклав п'ятирічний контракт із французьким «Нантом», який відразу ж віддав гравця в оренду в англійський клуб «Олдем Атлетик». Після завершення угоди, у січні 2018 року, на правах оренди знову перейшов у «Зволле», де грав ще пів року. Повернувшись до «Нанта», Меніг провів сезон 2018/19 у резервній команді, після чого розірвав контракт із клубом 3 вересня 2019 року.
9 вересня 2019 року він повернувся до Нідерландів, підписавши з «Твенте» дворічний контракт з опцією продовження ще на один рік. 12 вересня він дебютував за клуб у домашньому матчі проти «Фортуни» (2:0), забивши гол. 5 грудня 2020 року він забив два голи у вражаючій перемозі 2:1 на виїзді проти свого рідного клубу «Аякс». Загалом він забив 9 голів у 46 матчах Ередивізі за клуб.
На початку вересня 2021 року підписав трирічний контракт із белградським «Партизаном» Перший гол за «Партизан» він забив уже проти кіпрського «Анортосіса» в першому турі групового етапу Ліги конференцій. Він був визнаний найкращим гравцем 11-го туру Суперліги Сербії після двох результативних передач і голу в переможному матчі проти «Спартака» з Суботиці (5:0). 25 жовтня 2023 року Меніґ провів свій 100-й матч у футболці «Партизана» у грі проти «Радничок» (4:0). Станом на 17 червня 2023 року відіграв за белградську команду 78 матчів у національному чемпіонаті.

## Виступи за збірні
2012 року у складі юнацької збірної Нідерландів (U-17) став переможцем юнацького чемпіонат Європи. Збірна Нідерландів у фіналі обіграла 5:4 по пенальті збірну Німеччини (1:1) та стала переможцем турніру, а Меніг зіграв у 5 іграх на чемпіонаті. Згодом грав за юнацькі команди до 19 та 20 років. Загалом на юнацькому рівні взяв участь в 11 іграх, відзначившись 4 забитими голами.
У 2015—2016 роках залучався до складу молодіжної збірної Нідерландів. На молодіжному рівні зіграв у 5 офіційних матчах, забив 1 гол.

## Статистика виступів

### Статистика клубних виступів
| Сезон                | Команда              | Чемпіонат            | Чемпіонат | Чемпіонат | Національний кубок | Національний кубок | Національний кубок | Єврокубки | Єврокубки | Єврокубки | Інші змагання | Інші змагання | Інші змагання | Усього | Усього | Усього |
| Сезон                | Команда              | Ліга                 | Ігор      | Голів     | Ліга               | Ігор               | Голів              | Ліга      | Ігор      | Голів     | Ліга          | Ігор          | Голів         | Ігор   | Голів  |        |
| -------------------- | -------------------- | -------------------- | --------- | --------- | ------------------ | ------------------ | ------------------ | --------- | --------- | --------- | ------------- | ------------- | ------------- | ------ | ------ | ------ |
| 2014–15              | «Йонг Аякс»          | ЕД (ІІ)              | 30        | 11        | -                  | -                  | -                  | -         | -         | -         | -             | -             | -             | 30     | 11     |        |
| 2014–15              | «Аякс»               | E                    | 3         | 0         | КН                 | 2                  | 1                  | ЛЧ+ЛЄ     | 0         | 0         | СН            | 0             | 0             | 5      | 1      |        |
| 2015–16              | «Зволле»             | E                    | 35        | 6         | КН                 | 0                  | 0                  | -         | -         | -         | -             | -             | -             | 35     | 6      |        |
| 2016–17              | «Зволле»             | E                    | 31        | 9         | КН                 | 2                  | 0                  | -         | -         | -         | -             | -             | -             | 33     | 9      |        |
| 2017-січ. 2018       | «Олдем Атлетик»      | 1Л (ІІІ)             | 14        | 1         | КА+КЛ              | 1+0                | 0+0                | -         | -         | -         | -             | -             | -             | 15     | 1      |        |
| січ.-черв. 2018      | «Зволле»             | E                    | 13        | 1         | КН                 | 0                  | 0                  | -         | -         | -         | -             | -             | -             | 13     | 1      |        |
| Усього за «Зволле»   | Усього за «Зволле»   | Усього за «Зволле»   | 79        | 16        |                    | 2                  | 0                  |           | -         | -         |               | -             | -             | 81     | 16     |        |
| 2018–19              | «Нант»               | Л1                   | -         | -         | КФ+КЛ              | -                  | -                  | -         | -         | -         | -             | -             | -             | -      | -      |        |
| 2019–20              | «Твенте»             | E                    | 11        | 1         | КН                 | 2                  | 0                  | -         | -         | -         | -             | -             | -             | 13     | 1      |        |
| 2020–21              | «Твенте»             | E                    | 32        | 8         | КН                 | 1                  | 0                  | -         | -         | -         | -             | -             | -             | 33     | 8      |        |
| set. 2021            | «Твенте»             | E                    | 3         | 0         | КН                 | 0                  | 0                  | -         | -         | -         | -             | -             | -             | 3      | 0      |        |
| Усього за «Твенте»   | Усього за «Твенте»   | Усього за «Твенте»   | 46        | 9         |                    | 3                  | 0                  |           | -         | -         |               | -             | -             | 49     | 9      |        |
| 2021–22              | «Партизан»           | СЛ                   | 30        | 6         | КС                 | 4                  | 3                  | ЛК        | 10        | 2         | -             | -             | -             | 44     | 11     |        |
| 2022–23              | «Партизан»           | СЛ                   | 33        | 7         | КС                 | 0                  | 0                  | ЛЄ+ЛК     | 2+8       | 1+1       | -             | -             | -             | 43     | 9      |        |
| Усього за «Партизан» | Усього за «Партизан» | Усього за «Партизан» | 63        | 13        |                    | 4                  | 3                  |           | 20        | 4         |               | -             | -             | 87     | 20     |        |
| Усього за кар'єру    | Усього за кар'єру    | Усього за кар'єру    | 228       | 49        |                    | 12                 | 4                  |           | 20        | 4         |               | 0             | 0             | 266    | 57     |        |

## Титули і досягнення
- Чемпіон Європи (U-17): 2012